# Charles Ferdinand Pahud

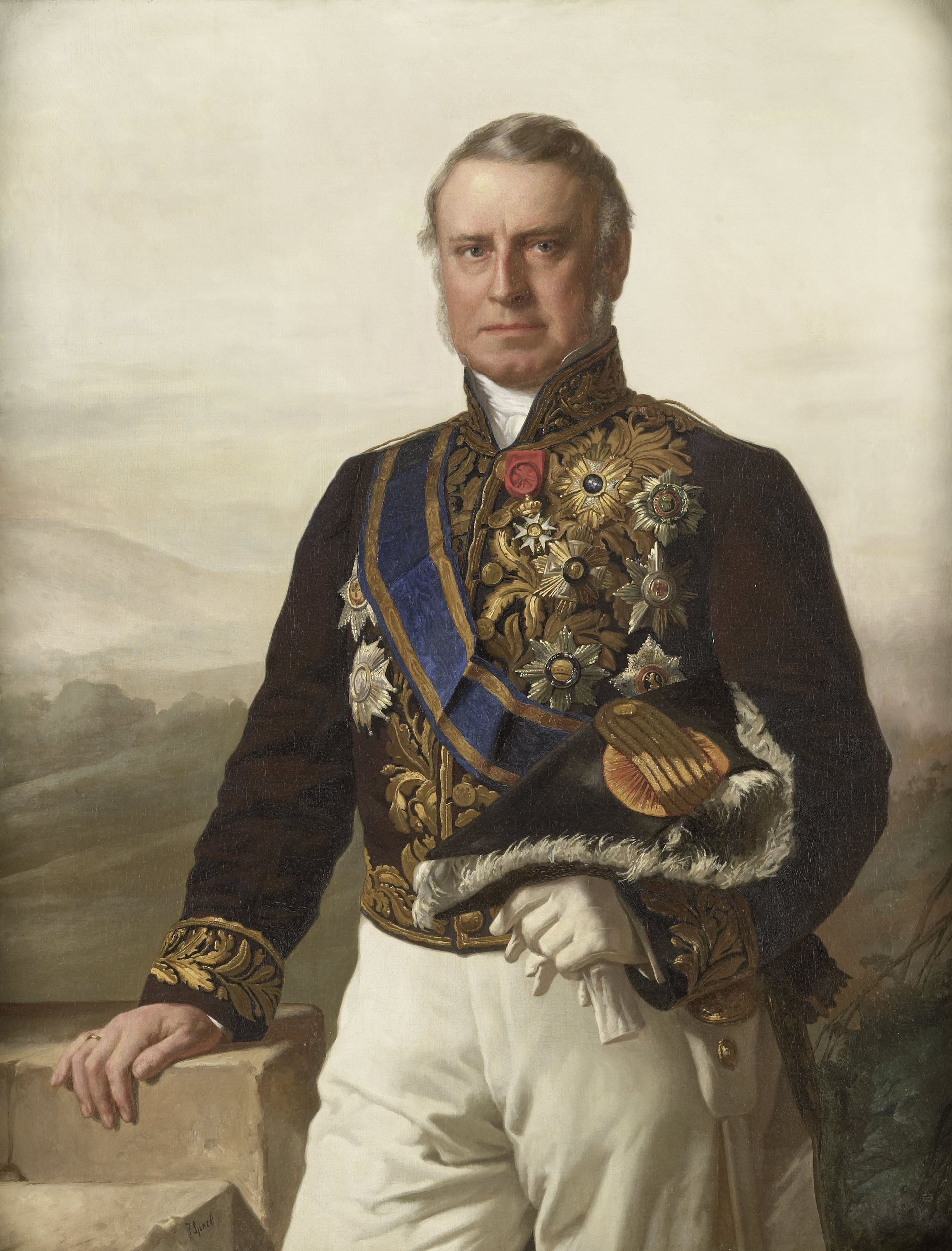
Charles Ferdinand Pahud, olieverfschilderij van Jacob Spoel (1820-1868)

Charles Ferdinand Pahud de Mortanges (Amsterdam, 18 april 1803 – Den Haag, 31 augustus 1873) was een koloniaal specialist, die minister van Koloniën was in een aantal kabinetten.

## Biografie

### Achtergrond en ambtelijke carrière
Charles Ferdinand Pahud werd op 18 april 1803 in Amsterdam geboren. Zijn vader was Abraham Daniël Ferdinand Pahud (1767-1830), die in Lausanne (kanton Vaud) was geboren en directeur van een kostschool in Batavia en president van de Wees- en Boedelkamer van Semarang (in het toenmalige Nederlands-Indië) was en zijn moeder was Antoinette Philippine Christine Walther (1765-1847).
Pahud bracht een groot deel van zijn leven door in Nederlands-Indië (1814-1848) waar hij als hoge ambtenaar in dienst was van het gouvernement. Hij was onder andere ontvanger van het recht van successie en overgang in Batavia (1836-1837), waarnemend ontvanger der inkomende en uitgaande rechten te Batavia (1837-1838) en - na een verlof van een jaar in Nederland - inspecteur van Financiën in Nederlands-Indië (1840-1844) en directeur der producten en civiele magazijn te Batavia (1844-1847). Hij keerde nadien terug naar Nederland en was in 1849 gedurende 4 maanden secretaris-generaal ad interim van het Ministerie van Koloniën. In hetzelfde jaar was hij Staatsraad in buitengewone dienst.

### Bestuurlijke loopbaan
Pahud, die als conservatief-liberaal te boek stond, werd op 1 november 1849 als minister van Koloniën opgenomen in het kabinet-Thorbecke I. Hij ging na de Aprilbeweging van 1853 over naar het opvolgende kabinet-Van Hall-Donker Curtius en bracht het Regeringsreglement voor Nederlands-Indië (1854) tot stand.
Daarin werd de bevolking verdeeld in Europeanen, inlanders en "vreemde oosterlingen" (vooral Chinezen). Er kwam vrijheid van vergaderen maar niet in politieke zaken, en de censuur werd in de wet verankerd. De vijf leden van de Raad van Indië werden voortaan door de Kroon benoemd en kregen adviesrecht.
Het uitgangspunt van zijn memorie van toelichting luidde: "Nederlandsch-Indië is een wingewest, dat behoudens de welvaart der inheemse bevolking aan Nederland moet blijven verschaffen de stoffelijke voordeelen, die het doel waren der verovering." Daarop kwam veel kritiek uit de Tweede Kamer, die daaraan toevoegde, dat "aangestuurd zal worden op een toestand van vrije cultuur. Als overgangsstadium wordt daarbij gedacht aan een tijdperk zonder gedwongen arbeid, doch waarbij het bestuur zijn tusschenkomst zal verleenen aan de totstandkoming van contracten tusschen de bevolking en de particuliere ondernemingen." Hiermede werd de bijl gelegd aan de wortel van het cultuurstelsel, al zou het 1917 worden vóór de laatste sporen daarvan verdwenen waren.
In hetzelfde jaar bracht hij ook de Indische Muntwet tot stand, welk door hem ingediende wetsvoorstel in 1852 door de Tweede Kamer was verworpen. De muntwet leidde tot de invoering in 1855 van de Indische cent.
Op 21 november 1855 werd hij bij Koninklijk Besluit benoemd tot gouverneur-generaal van Nederlands-Indië. Zijn ambtstermijn ging 22 mei 1856 in en eindigde op 2 september 1861. Zoals hij al in 1854 als minister had aangekondigd,
werd de slavernij gedurende zijn bestuurstermijn afgeschaft (1860).
Na zijn terugkeer in Nederland was hij tot zijn overlijden op 70-jarige leeftijd in Den Haag ambteloos burger.

## Trivia
- Zijn kleinzoon was de vermaarde ruiter en meervoudig olympisch kampioen Charles Ferdinand Pahud de Mortanges (1896-1971).